# 喬毓明
喬毓明（Ming Bridges；1992年11月5日—），新加坡女歌手。
新生代創作實力歌手喬毓明，從小就擁有華英混血的出眾外表以及偶像特質，她活躍於新加坡演藝圈。13歲時獲新加坡媒體民選《Teenage Icon（青少年偶像指標）》，並參與青春電視劇R.E.M.而廣受大眾歡迎，之後回到英國威靈頓學院唸音樂。
回國後，在Funkie Monkies專業音樂學院接受訓練，於2012年初正式出道，並在新加坡發行第一張英文個人創作專輯《Who Knows》，2012年12月18日在台灣發行《明天 Ming Day 中、英文創作紀念雙碟》，主打歌《淚若雨下》的點閱率更在短短十天內突破10萬，專輯亦獲得銷售佳績。

## 青少年時期
擁有華英血統的喬毓明(父親是英國人，母親是新加坡華裔)，外表出眾，13歲就獲得新加坡媒體民選“Teenage Icon”的榮譽，後來因參與Okto電視台的青春電視劇R.E.M.而廣受歡迎，一向都被譽為高材生的她並沒有停止升學的意願，在演藝事業一片光明之際，反而重拾學業，以標青成績考取獎學金，遠渡重洋到英國威靈頓學院唸音樂，並且從此活躍於音樂表演活動。

## 訓練與出道
喬毓明畢業後回國在某個場合巧遇齊天音樂的兩位掌舵人，同時也是中文流行音樂界的資深從業者：小寒與黃韻仁。喬毓明在他們面前自彈自唱一首自己創作的歌“I Want You Back”，即席讓小寒與黃韻仁決定把她簽下，加入伍家輝與龔芝怡的行列，成為齊天音樂旗下的創作歌手。
齊天音樂在2012年2月，為喬毓明在新加坡發行她第一張的創作專輯，裡面收錄了9首英文創作與3首中文創作，而由小寒填詞的作品“有些男孩不能愛”與“馬賽克世界”一併成為流行榜上的熱播歌曲。

## 創作風格
以城市民謠，流行搖滾與舞曲為主，動靜皆宜，唱腔年輕而有感染力。

### 好評
黃韻仁對於她在音樂上的領悟力與才氣給予了極高評價，以當時剛滿19歲的女生來說，她的創作已經遠遠超越了她的資歷，屬於一個天才型創作人。
中文主打“有些男孩不能愛”於與 “馬賽克世界”的MV皆由曾經執導王力宏與周杰倫MV的著名廣告導演陳奕先操刀，也獲得導演讚賞“極有表演野心，注定吃這行飯。”
喬毓明發片前每週都在建寧老師的工作室進行歌唱表演課。算是一路看著她成長的陳建寧稱讚她是個很有才華的歌手，尤其在20歲的年紀即創作了不少個人的作品，也許是她在英國長大的緣故，她的作品中有一股英倫式輕搖滾的風格，讓他感覺很特別、很棒。

## 作品

### 專輯
| 發行日         | 專輯名稱                           | 發行地區 |
| -------------- | ---------------------------------- | -------- |
| 2012年2月2日   | Who Knows                          | 新加坡   |
| 2012年12月18日 | 明天 Ming Day 中、英文創作紀念雙碟 | 台灣     |
| 2014年1月3日   | Morphosis(蛻變)                    | 新加坡   |
| 2015年9月14日  | Beautiful Melody                   | 台灣     |

### 電視
| 年份   | 頻道                 | 節目               | 角色設定 |
| ------ | -------------------- | ------------------ | -------- |
| 2008年 | 新傳媒第五頻道       | Red Thread         | 客串     |
| 2009年 | Okto(原Kids Central) | R.E.M.             | 女主角   |
| 2011年 | Okto                 | My Classmate's Dad | 客串     |
| 2012年 | 新加坡第八頻道       | 國記交意所3        | 常駐嘉賓 |

## 活動

### 商業活動
| 日期       | 片名                             |
| ---------- | -------------------------------- |
| 2007年6月  | 新加坡HDTV廣告片                 |
| 2008年5月  | 新加坡樟宜機場宣傳廣告           |
| 2008年12月 | Channel V 宣傳海報               |
| 2009年6月  | 新加坡Canon相機電視廣告          |
| 2009年6月  | 新加坡Canon相機教學Video特別演出 |
| 未知       | Asia Online線上遊戲虛擬人物      |

### 重要公開演出
| 活動日期       | 活動名稱                            | 主辦單位             |
| -------------- | ----------------------------------- | -------------------- |
| 2007年9月      | Nathan Hartono's爵士音樂會          |                      |
| 2008年11月9日  | Compass新加坡音樂公播協會大型音樂會 | 新加坡音樂公播協會   |
| 2008年11月23日 | POSB銀行家庭日                      | POSB銀行 (現DBS銀行) |
| 2009年5月22日  | License 2 play大型電玩展            | License 2 play       |
| 2009年6月5日   | Men's Junior (U21)                  | ESPN、Stars sports   |
| 2012年4月26日  | Woman In Music                      | Elle雜誌             |
| 2012年         | Befrienders                         | 新加坡獅子會         |
| 未知           | Singtel新加坡電訊Touch慈善音樂會    | Singtel新加坡電訊    |
| 未知           | Mediacorp高清節目推介禮             | 新傳媒               |

## 外部連結
- Ming Bridges臉書粉絲專頁 （页面存档备份，存于）
- 喬毓明Twitter （页面存档备份，存于）
- 喬毓明個人網頁* （页面存档备份，存于）
- 喬毓明微博 （页面存档备份，存于）
- 喬毓明instagram （页面存档备份，存于）